# Ana Chumachenco
Ana Chumachenco (Padova, 1945 –) olasz-argentin-német hegedűművész, a Müncheni Zene- és Színházművészeti Főiskola egykori hegedűprofesszora.

## Élete
Chumachenco ukrán származású emigráns szülőktől Padovában született és Argentínában nőtt fel. Első leckéit apjától, Boris Chumachencótól (* 1915) Auer Lipót tanítványától kapta. Ő maga Ljerko Spiller tanítványa volt Buenos Airesben. Mesterkurzusokat végzett Végh Sándornál, Yehudi Menuhinnál és Szigeti Józsefnél is. 1972-ben megalapította a Müncheni Vonóstriót férjével, Oscar Lysy brácsással és Walter Nothas csellistával.
1978 és 1988 között Chumachenco vendégprofesszori tisztséget vállalt a gstaadi Menuhin Akadémián. 1978-ban férjével, valamint Touty Hunziker-Druey és Robert Hunziker zenészpárral közösen megalapították a „Domleschger Sommerkonzerte” zenei fesztivált a svájci Graubündenben.
1988 óta Chumachenco a Müncheni Zene- és Színházművészeti Főiskolán tanított. Kiemelkedő növendékei közé tartozik Sonja Korkeala, aki 1993 és 2003 között az asszisztense volt, Julia Fischer, aki 2011-ben az utódja lett, Veronika Eberle, Susanna Yoko Henkel, Arabella Steinbacher, Lisa Batiashvili, Rudens Turku és Linus Roth. Chumachenco rendszeresen tartott mesterkurzusokat. 2008 óta a Kronberg Academy Masters programjának professzora. 2010 óta tanít az Escuela Superior de Música Reina Sofía zenei magánfőiskolán is Madridban.
Bátyja Nicolas Chumachenco hegedűművész (* 1944), unokaöccse Eric Chumachenco (* 1964) zongoraművész.

## Díjai
- A londoni Carl Flesch verseny győztese
- A brüsszeli Reine Elisabeth Concours díjazottja
- 2006: Bajor Kulturális Díj – a bajor Tudományos, Kutatási és Művészeti Minisztérium különdíja
- 2007: Szövetségi Érdemkereszt szalaggal
- 2020: Bajor Zenei Díj, különdíj
- 2023: Bajor Érdemrend

## Honlapja
- Ana Chumachenco kronbergacademy.de

## Fordítás
- Ez a szócikk részben vagy egészben  az   Ana Chumachenco című német Wikipédia-szócikk ezen változatának fordításán alapul.  Az eredeti cikk szerkesztőit annak laptörténete sorolja fel. Ez a jelzés csupán a megfogalmazás eredetét és a szerzői jogokat jelzi, nem szolgál a cikkben szereplő információk forrásmegjelöléseként.